# Тринадесети артилерийски полк
Тринадесети артилерийски полк е български артилерийски полк, формиран през 1913 година, взел участие в Междусъюзническата (1913) и Първата световна война (1915 – 1918).

## Формиране
Историята на полка започва през май 1913 година, когато в Сливница от две артилерийски нескорострелни отделения се формира Тринадесети артилерийски полк, който влиза в състава на 13-а пехотна сборна дивизия.

## Междусъюзническа война (1913)
Полкът взема участие в Междусъюзническата война (1913) под командването на полковник Иван Марков. След края на войната на 18 август 1913 година се установява в Татар Пазарджик, 4 дни по-късно е разформиран и кадърът му се придава към 10-и артилерийски полк.

## Първа световна война (1915 – 1918)
Във връзка с участието на България в Първата световна война (1915 – 1918) и съгласно мобилизационния план на 3-ти артилерийски полк, от него на 10 септември 1915 година е формиран 13-и артилерийски полк. Състои се от две артилерийски отделения и заедно с 3-ти артилерийски полк образуват 2-ра артилерийска бригада (2-ра пехотна тракийска дивизия). За командир на полка е назначен подполковник Васил Савов. Полкът взема участие във войната и на 12 октомври 1918 година се завръща от фронта, установява се на гарнизон в Станимака и се демобилизира. През юли 1919 година полкът е разформирован.
При намесата на България във войната полкът разполага със следния числен състав, добитък, обоз и въоръжение:
| Числен състав                          | Добитък    | Обоз                                   | Въоръжение                                  |
| -------------------------------------- | ---------- | -------------------------------------- | ------------------------------------------- |
| Офицери: 20 Подофицери и войници: 1258 | Коне: 1117 | Обикновени коли: 146 Специални коли: 2 | Пушки и карабини: 59 Полски с.с. оръдия: 24 |

## Командири
Званията са към датата на заемане на длъжността.
| №  | звание       | име         | дати                   |
| -- | ------------ | ----------- | ---------------------- |
| 1. | Полковник    | Иван Марков | Междусъюзническа война |
| 2. | Подполковник | Васил Савов | Първа световна война   |